# Lánov
Lánov (en allemand : Langenau) est une commune du district de Trutnov, dans la région de Hradec Králové, en Tchéquie. Sa population s'élevait à 1 815 habitants en 2020.

## Géographie
Lánov se trouve à 4 km à l'est du centre de Vrchlabí, à 19 km au nord-ouest de Trutnov, à 48 km au nord-nord-ouest de Hradec Králové et à 106 km au nord-est de Prague.
La commune est limitée par Dolní Dvůr au nord, par Černý Důl à l'est, par Dolní Lánov au sud et par Vrchlabí à l'ouest.

## Histoire
La première mention écrite de la localité date de 1355.